# Arcidiecéze Louisville
Arcidiecéze Louisville (latinsky Archidioecesis Ludovicopolitana) je římskokatolická arcidiecéze na části území severoamerického státu Kentucky se sídlem ve městě Louisville a s katedrálou Nanebevzetí P. Marie, Louisville. Jejím současným arcibiskupem je Joseph Edward Kurtz.

## Stručná historie
Diecézi Bardstown zřídil papež Pius VII. v roce 1808, v roce 1841 byla přejmenována na diecézi Louisville a roku 1937 byla povýšena na arcidiecézi.

## Církevní provincie

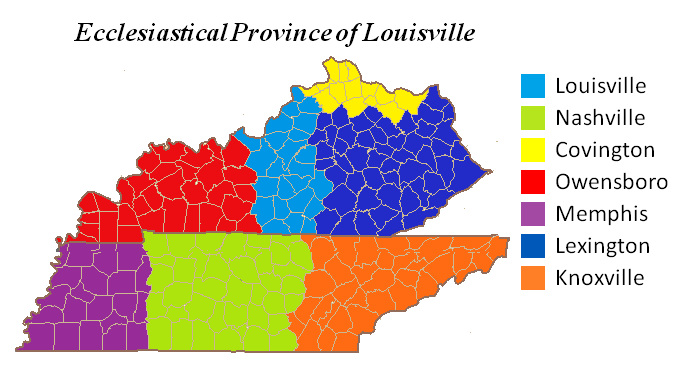
Mapa církevní provincie Louisville

Jde o metropolitní arcidiecézi, která zahrnuje území států Kentucky a Tennessee a jíž jsou podřízena tato sufragánní biskupství:
- diecéze covingtonská
- diecéze Knoxville
- diecéze lexingtonská
- diecéze Memphis
- diecéze Nashville
- diecéze Owensboro.